# Jerzy Zielezinski
Jerzy Zielezinski, geboren als Jerzy Józef Zieleziński, bekannt auch als George Zielezinski oder vor allem als George Ziel (* 28. März 1914 in Łowicz; † 28. Februar 1982 in Connecticut), war ein polnisch-amerikanischer Maler und Illustrator, der als Holocaust-Überlebender erste künstlerische Zeugnisse über den Alltag der Häftlinge in den Konzentrationslagern ablegte.

## Leben
Jerzy Zieleziński wurde 1914 in Polen geboren. Von 1934 bis 1939 studierte er an der Akademie der Bildenden Künste Warschau. Nach dem deutschen Überfall auf Polen am 1. September 1939 und der Ermordung seines Vaters durch die Nationalsozialisten wurde Zieleziński 1941 wegen der Absage einer Kollaboration in das Warschauer Ghetto deportiert. Am 18. März 1943 wurde er in das Pawiak-Gefängnis in Warschau überstellt und von dort am 28. April als Politischer Gefangener nach Auschwitz deportiert, wo er die Gefangenennummer 119517 erhielt. Ab Januar 1944 wurde er im KZ Flossenbürg interniert, bekam dort die Nummer 4817. Im April evakuierte die SS das Lager. Zieleziński wurde in das Konzentrationslager Dachau gebracht, in dem er die Zeit bis zur Befreiung durch die Amerikaner überlebte. In Dachau machte Zielezinski heimlich Skizzen mit Holzkohle auf Papierschnipsel, die er unmittelbar nach Kriegsende während der Rekonvaleszenz in einem Krankenhaus und einem Aufenthalt in einem Lager für Displaced Persons in Schwandorf in Zeichnungen und Gemälde übertrug. In dieser Zeit änderte er seinen Namen in George Zielezinski. Seine erste Frau, eine Jüdin, wurde zur Zwangsarbeit nach Deutschland verschleppt und starb während eines Bombenangriffs. 
1949 emigrierte er mit seiner zweiten Frau (geboren 1922 in der Tschechoslowakei) in die Vereinigten Staaten, wo er seinen Namen ein weiteres Mal in George Ziel veränderte. Das Paar zog nach New York City, wo sich Zielezinski zunächst als Tellerwäscher durchschlug, während seine Frau als Krankenschwester arbeitete. 1956 erhielt er die amerikanische Staatsbürgerschaft. In den 1950er Jahren begann er eine erfolgreiche Karriere als Werbegrafiker und Illustrator für Science-Fiction-, Schauerliteratur und Kriminalromane, gestaltete insgesamt über 300 Buchumschläge. Ziel verbrachte seine letzten Jahre zurückgezogen in Connecticut. Wenige Wochen vor seinem eigenen Tod verstarb seine Frau, die Ehe blieb kinderlos.

## Werk

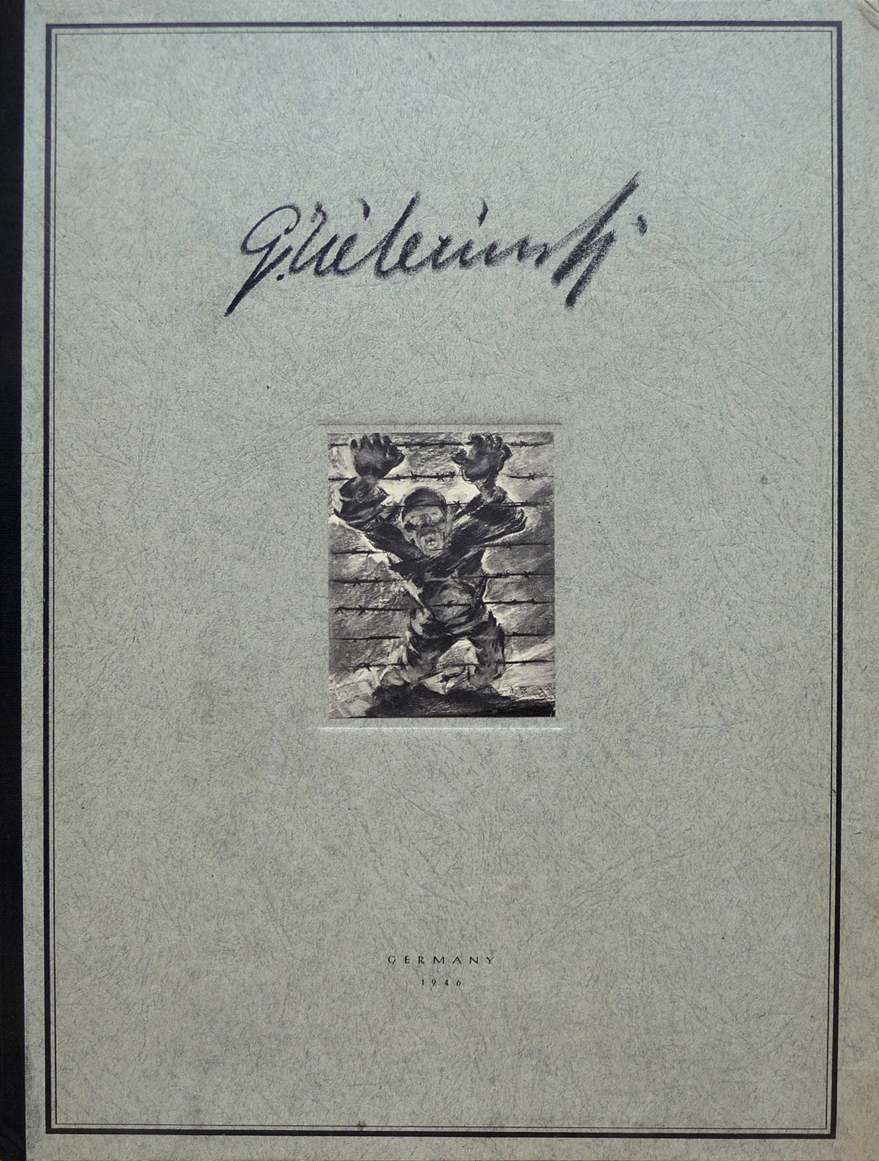
George Zielezinski, Mappe 24 Drawings from the Concentration Camps in Germany, München 1946

1946 veröffentlichte Zielezinski zwei Alben, die sich auf seine Erfahrungen im Warschauer Ghetto und in den Konzentrationslagern bezogen und die den Lager-Alltag von der Ankunft bis zum Ende vorführten. Die erste Mappe, das K.Z. Album (auch Prisoner Album), bestand aus 18 Zeichnungen und beinhaltete ein polnisches Vorwort des DP Express-Redakteurs Jerzy Szwede sowie einen deutschen Text von Ernst Wiechert mit dem Titel „Die Tafeln des Grauens“. Gedruckt wurde die Auflage in der Buchdruckerei W. Schütz, Kanalstraße 1 in München 22. Ein Exemplar dieser Ausgabe befindet sich in der Benediktiner Abtei des Klosters Plankstetten.
Die zweite Mappe 24 Drawings from the Concentration Camps in Germany stellte eine erweiterte Fassung des K. Z. Albums dar. Sie erschien unter dem Namen George Zielezinski im Verlag F. Bruckmann KG, München, in einer Auflage von 1000 Exemplaren und enthielt 24 Rotogravuren. Den Blättern wurde ein viersprachiger Begleittext vorangestellt. Die englische Version stammt von einem nicht identifizierbaren Autor “L. G.”, der polnische Text von Jerzy Szwede und der deutsche und der französische Text von Eljott. Ein Exemplar dieser Ausgabe wird in der Princeton University aufbewahrt. Die Zeichnungen aus dem K.Z. Album wurden 1947 in einer von der UN-Organisation zur Repatriierung der verschleppten Flüchtlinge (UNRRA) initiierten Ausstellung in der Neuen Sammlung des Bayerischen Nationalmuseums in München gezeigt, an der 71 Künstler der US-Zone teilnahmen.
Beide Alben gelten heute als unschätzbare Zeugnisse der Erinnerung, die weltweit von Holocaust-Gedenkstätten wie Yad Vashem und dem Staatlichen Museum Auschwitz-Birkenau, aber auch in der Sammlung der University of Minnesota und dem United States Holocaust Memorial Museum bewahrt und ausgestellt werden. In Amerika erschien am 24. November 1951 ein erster Bericht über die Alben im Journal Friends Intelligencer, das von der Religious Society of Friends in Philadelphia herausgegeben wurde.
George Ziel war Mitglied der Society of Illustrators, der er einige Gemälde hinterließ. 
41 Zeichnungen aus den Jahren 1946 bis 1948, die das alltägliche Leben in den Konzentrationslagern thematisieren, wurden 2019 als Schenkung an das Staatliche Museum Auschwitz-Birkenau übergeben.
Inhalt des Albums 24 Drawings from the Concentration Camps in Germany, 1946
- Blatt 1: Transport
- Blatt 2: Zugang
- Blatt 3: Vor dem Baderaum
- Blatt 4: Ich bin hungrig
- Blatt 5: Nachtschicht
- Blatt 6: Wann komme ich dran
- Blatt 7: Vorarbeiter
- Blatt 8: Strafe
- Blatt 9: Selbstmord
- Blatt 10: Sehnsucht
- Blatt 11: Arbeit macht frei
- Blatt 12:  Garotte
- Blatt 13: Fleckfieber
- Blatt 14: Schatten auf dem Appellplatz
- Blatt 15: Capo
- Blatt 16: Mir ist kalt
- Blatt 17: Frauenappell
- Blatt 18: Krankenbau
- Blatt 19: Kleine Verbrecher
- Blatt 20. Die Prominenten
- Blatt 21: Getroffen
- Blatt 22: Zum Draht!
- Blatt 23: Evakuierung
- Blatt 24: Merkwürdiges Ereignis